# سیارک ۸۴۰۱۲
سیارک ۸۴۰۱۲ (به انگلیسی: 84012 Deluise، نامگذاری:2002PR) هشتاد و چهار هزار و دوازدهمین سیارک کشف شده است که در ۲ اوت ۲۰۰۲ کشف شد.